# Готаль, Сандро
Сандро Готаль (нем. Sandro Gotal; род. 9 сентября 1991, Брегенц) — австрийский футболист, нападающий.

## Карьера
Воспитанник клуба «Брегенц». С 2005 по 2007 год находился в составе клуба «Форарльберг», но в 2008 году вернулся в «Брегенц», где и начал профессиональную карьеру, выступал за команду в региональной лиге Австрии. Зимой 2010 года перешёл в клуб первой лиги «Фёрст», где провёл 9 матчей, но уже летом того же года перешёл в другой клуб лиги «Вольфсберг». В составе «Вольфсберга» игрок провёл полтора года, но по ходу сезона 2011/12 был отдан в аренду в клуб региональной лиги «Аустрия» (Клагенфурт), где из-за травмы сыграл только 6 матчей. По итогам сезона «Вольфсберг» стал победителем первой лиги и вышел в высшую лигу. Следующий сезон Готаль также провёл в аренде, в клубе первой лиги «Хорн», но в 2013 году всё же вернулся в «Вольфсберг». Дебютировал в Бундеслиге 20 июля в матче 1-го тура против венского «Рапида». Всего в высшей лиге провёл 25 матчей, в которых забил 3 гола. По итогам сезона покинул клуб.
В 2014 году подписал контракт с хорватским клубом «Хайдук» (Сплит), где провёл один сезон. В 2015 году перешёл в швейцарский «Санкт-Галлен», но по ходу сезона ушёл в аренду в турецкий «Ени Малатьяспор». В дальнейшем выступал за польский «Пяст», израильский «Ашдод», хорватскую «Истра 1961» и белорусское «Динамо-Брест», но ни в одной из команд надолго не задержался. За полгода в Белоруссии выиграл с «Динамо» Кубок и Суперкубок страны. Летом 2018 года подписал контракт с литовским клубом «Судува», с которым в том же году выиграл национальный чемпионат.

## Достижения
«Динамо-Брест»
- Обладатель Кубка Белоруссии: 2017/18
- Обладатель Суперкубка Белоруссии: 2018

«Судува»
- Чемпион Литвы: 2018
- Обладатель Суперкубка Литвы: 2019